# Lukas Runggaldier
Lukas Runggaldier (* 31. Juli 1987 in Bozen) ist ein ehemaliger italienischer Kombinierer.

## Werdegang
Lukas Runggaldier begann seine Karriere mit einem FIS-Rennen (Gundersen HS 109/10 km) am 22. Januar 2005 in Planica in Slowenien mit dem 55. Rang. Seinen ersten Weltcupeinsatz bekam er am 14. Januar 2007 bei einem Teamwettbewerb in Val di Fiemme, wo er den 11. Platz erreichte. Bei den Juniorenweltmeisterschaften in Tarvisio 2007 kam er mit der Mannschaft auf den 4. Platz.
2009 war er bei den Nordischen Skiweltmeisterschaften in Liberec dabei und belegte den 26. Platz im Gundersen HS100/10 km. 2011 bei den Nordischen Skiweltmeisterschaften in Oslo belegt er die Plätze 10 und 8. Bei den XXI. Winterspielen in Vancouver erreichte er Platz 16 auf der Normalschanze (HS106/10 km) und einen 11. Rang auf der Großschanze (HS140/10 km). Sein bisher bestes Ergebnis ist ein 4. Platz auf der Normalschanze (HS109/10 km) in Seefeld.
Im Juni 2020 gab Runggaldier sein Karriereende bekannt. Er startete bei insgesamt 97 Weltcup-Events, 13 Wettkämpfen bei Nordischen Skiweltmeisterschaften sowie bei neun Wettbewerben der Olympischen Winterspiele.

## Erfolge

### Continental-Cup-Siege im Einzel
| Nr. | Datum             | Ort           | Disziplin               |
| --- | ----------------- | ------------- | ----------------------- |
| 1.  | 9. März 2018      | Nischni Tagil | Gundersen Normalschanze |
| 2.  | 19. Dezember 2018 | Park City     | Gundersen Normalschanze |

### Continental-Cup-Siege im Team
| Nr. | Datum         | Ort       | Disziplin                  |
| --- | ------------- | --------- | -------------------------- |
| 1.  | 15. März 2013 | Rovaniemi | Teamsprint Normalschanze 1 |

## Statistik

### Teilnahmen an Olympischen Winterspielen
| Jahr und Ort     | Wettbewerb   | Wettbewerb   | Wettbewerb |
| Jahr und Ort     | Gundersen NS | Gundersen GS | Team       |
| ---------------- | ------------ | ------------ | ---------- |
| 2010 Vancouver   | 16.          | 11.          | 10.        |
| 2014 Sotschi     | 07.          | 28.          | 08.        |
| 2018 Pyeongchang | 32.          | 36.          | 08.        |

### Weltcup-Platzierungen
| Saison  | Platz | Punkte |
| ------- | ----- | ------ |
| 2009/10 | 55.   | 015    |
| 2010/11 | 13.   | 274    |
| 2011/12 | 24.   | 260    |
| 2012/13 | 41.   | 040    |
| 2013/14 | 72.   | 009    |
| 2014/15 | 44.   | 042    |
| 2015/16 | 39.   | 033    |
| 2018/19 | 59.   | 008    |

### Grand-Prix-Platzierungen
| Saison | Platz | Punkte |
| ------ | ----- | ------ |
| 2009   | 21.   | 044    |
| 2011   | 28.   | 029    |
| 2015   | 38.   | 007    |
| 2018   | 52.   | 011    |
| 2019   | 52.   | 016    |